# Tropidothorax leucopterus
Punaise de l’Asclépiade
Espèce
Tropidothorax leucopterus, la Punaise de l’Asclépiade, est une espèce d'insectes hémiptères hétéroptères de la famille des Lygaeidae.

## Description
Forme allongé-ovale d'environ 9 à 10 mm de long. Cette espèce se distingue par ses couleurs rouge et noire vives. La tête est noire. Le pronotum est noir avec des bandes rouges sur les côtés, une bande médiane et le bord avant, tandis que les coins arrière sont noirs. La membrane des ailes est également d'un noir mat, avec une bordure et une tache dans l'angle interne blanches. Les parties latérales des segments de l'abdomen sont tachetées de noir et de rouge. Les antennes ainsi que les pattes sont entièrement noires.
Tropidothorax leucopterus se distingue par une crête médiane du pronotum qui s'étend du bord avant au bord arrière ; chez les espèces d'Europe centrale elle est absente ou ne s'étend pas jusqu'au bord avant.
Les imagos ainsi que les nymphes peuvent être confondues avec celles du Gendarme (Pyrrhocoris apterus) ou celles de la Punaise chevalier (Lygaeus equestris) et d'autres Lygaeini.

## Aire de répartition
Circum méditerranéenne : Europe du sud, Afrique du nord, Turquie, Caucase, de l'Iran à l'Asie centrale.

## Liste des sous-espèces
Selon BioLib (24 mai 2023) :
- Tropidothorax leucopterus aurantiacus (Thierry-Mieg, 1913)
- Tropidothorax leucopterus flavinus (Thierry-Mieg, 1913)
- Tropidothorax leucopterus incarnatus (Seabra & de, 1924)
- Tropidothorax leucopterus leucopterus (Goeze, 1778)

## Systématique
Le nom valide complet (avec auteur) de ce taxon est Tropidothorax leucopterus (Goeze, 1778).
L'espèce a été initialement classée dans le genre Cimex sous le protonyme Cimex leucopterus Goeze, 1778.

## Synonymes
- Cimex leucopterus Goeze, 1778[1]
- Lygaeus simla Distant, 1909[1]